# مجمع آکسفورد
مجمع آکسفورد یا اتحادیه‌ی آکسفورد یک مجمع مناظره واقع در شهر آکسفورد انگلستان است که عضویت در آن نه به صورت انحصاری اما با مجوز از دانشگاه آکسفورد میسر می‌باشد. این مجمع در سال ۱۸۲۳ به عنوان دومین مجمع دانشگاهی بزرگ در کشور انگلستان پایه‌گذاری شد. این مجمع یکی از قدیمی‌ترین مجمع‌های دانشگاهی بریتانیا و یکی از پراعتبارترین انجمن‌های دانشجویی خصوصی در جهان است.
مناظره‌های مجمع آکسفورد به دو شکل مناظره‌ی عمومی و مناظره‌ی رقابتی برگزار می‌شوند.